# Szczeblina

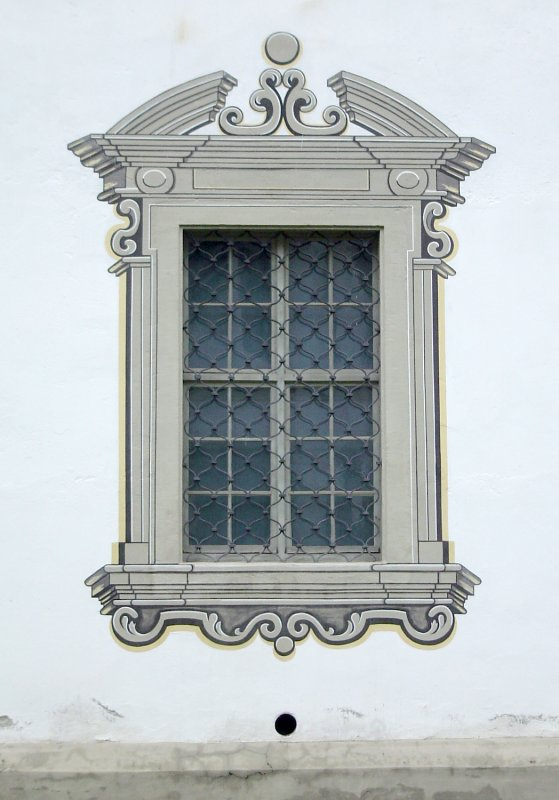
Okno szczeblinowe

Szczeblina, potocznie szpros (niem. Sprosse) – listwa dzieląca skrzydło okienne lub drzwiowe na mniejsze pola (szpros konstrukcyjny), tzw. kwatery lub tworzące jedynie efekt wizualny (szpros wiedeński). Zamocowana w ramiakach lub ościeżnicy. Szczeblina posiada wręby do zamocowania szyb lub wietrzników.
Szczebliny stosowane były ze względu na brak dużych tafli szkła, obecnie raczej ze względów estetycznych. 
Dzielenie szyby na mniejsze tafle jest pracochłonne i nieekonomiczne.
Obecnie stosuje się dwa inne rozwiązania, które dają podobny efekt wizualny:
- szpros konstrukcyjny
  - dzieli okno lub drzwi na mniejsze pola, szyby są oddzielne
- szpros wiedeński
  - klejony do szyby, gdzie szyba okienna jest jedną pojedynczą taflą obłożoną z obu stron ramką.
  - w układach dwuszybowych stosowane są ramki wewnątrz szybowe pomiędzy taflami szkła, gdzie tafle szkła są pełnej wysokości.